# محمدآباد کلچات
محمدآباد کلچات روستایی در دهستان کورین بخش کورین شهرستان زاهدان استان سیستان و بلوچستان ایران است.

## جمعیت
بر پایه سرشماری عمومی نفوس و مسکن در سال ۱۳۹۵ جمعیت این روستا ۱۲۹ نفر (۴۷خانوار) بوده‌است.